# Mexicains
Les Mexicains sont les habitants du Mexique. Au début du XXIe siècle, environ 70 % de la population mexicaine est d'ascendance espagnole et amérindienne, tandis que moins de 15 % est exclusivement d'origine européenne (principalement espagnole).
La majorité de la population mexicaine est blanche ou mestiza à la peau claire. Ils représentent 77% de la population et vivent principalement dans le nord et l'ouest, la majorité ont des ancêtres ibériques et italiens.
L'ascendance ibérique varie selon les régions mexicaines. Selon des études génétiques, dans la région du nord du pays, les gens descendent principalement de Basques, de Galiciens et d'Asturiens. À l'ouest, les ascendances galiciennes sont plus répandues que les ascendances basques du nord du Mexique. Au centre du pays, l'origine est principalement andaloue, canarienne, extrêmeña, valencienne, basque, aragonaise et galicienne.
Il est également important de souligner les similitudes de la langue espagnole du nord du Mexique avec celui parlé au pays basque espagnol.
Des choses comme la prononciation de CH de manière fricative, la plus grande intonation de la lettre S et la phonétique (battue typique des Basques), ainsi que l'utilisation évidente de mots en Esukera dans la vie quotidienne, tels que Maite (amour), ederra (beau) chaaparro (personne de petite taille) lecua (lieu) Cacharro (vieille chose).
Au centre du pays, l'accent partage des choses, comme le seseo de l'ouest de l'Andalousie et des îles Canaries, et le tout petit illo typique de l'Andalousie en général.[pas clair]
Les Mexicains sont voisins des Américains au Nord, ainsi que des Guatémaltèques et des Béliziens au Sud.

## Ethnonymie
Mentionné par Montaigne sous la graphie Mexicains en 1588, cet ethnonyme se compose de Mexique et du suffixe -ain. Le Mexique a en lui-même été nommé d'après le nom de sa capitale, Mexico, dont le nom originel était Mexico-Tenochtitlan. Le sens originel du mot nahuatl Mexiko ou Mexihko [meːʃiʔko] est inconnu et sujet à diverses hypothèses étymologiques.[réf. nécessaire]. En espagnol, l'ethnonyme s'orthographie mexicanos et se prononce [mexi'kanos].

## Anthropologie et ethnologie

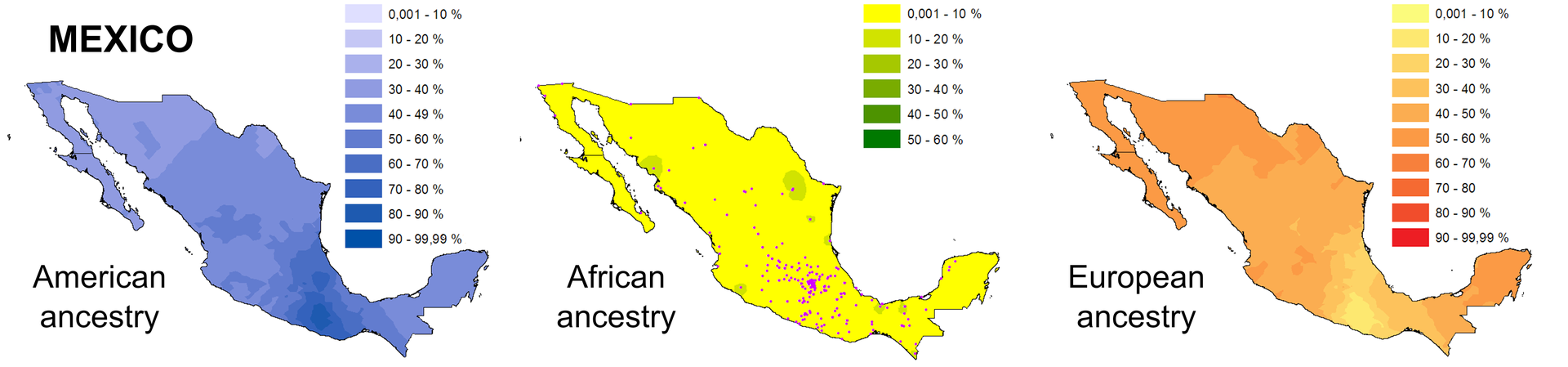
Variation génétique des Mexicains

Le Mexique paraît avoir été habité, dès les temps les plus reculés, par un grand nombre de tribus différentes. Toutes ces nations étaient établies avant la grande migration toltèque et les Aztèques fixent l'arrivée des Toltèques sur le plateau mexicain au VIIe siècle. Charles Quint chercha à protéger les indigènes  contre les vexations de leurs vainqueurs : il accorda aux colonies un code de lois, d'après lequel nulle distinction ne devait être faite entre les conquérants, les colons et les autochtones. 
En 1803, le Baron de Humboldt estime qu'il y a au Mexique 5 837 100 habitants, dont 47 % de Blancs. 
En 1844, Auguste Wahlen présente l'espèce humaine du Mexique en quatre grandes divisions qui forment huit castes, à savoir : les Indiens aborigènes, les Espagnols (originaires nés en Europe et créoles nés en Amérique), les Noirs (Africains esclaves et descendants de Noirs) et les Castes mixtes (Métis, issus d'un mélange de blancs et d'Indiens ; Mulâtres, issus de Blancs et de Noirs ; Zambos, issus d'Indiens et de Noirs). Par ailleurs, quelques Malais et Chinois, qui sont venus des Philippines se fixer au Mexique, ne peuvent pas entrer en considération dit M. Wahlen. 
En 1889, selon Antoine Garcia Cubas, la population de la République mexicaine est de 11 395 712 individus et se divise en trois grands groupes : le groupe Européen et Hispano-Américain (2 165 185 personnes, soit 19 %), le groupe Métis (4 900 156 personnes, soit 43 % beaucoup à prédominance blanche ) et le groupe Indigène (4 330 371 personnes, soit 38 %). La différence des langues, des usages et coutumes détermine à cette époque l’hétérogénéité des trois groupes. Les individus composant le premier groupe et une fraction notable du second, représentent dans le pays l’élément le plus nombreux et dont la marche progressive est en tous points conforme à la civilisation européenne. Les professions dites libérales se recrutent dans le premier groupe, qui est aussi le possesseur de l’élément vital « le capital » et par conséquent, le plus ferme appui de l’agriculture, de l’exploitation des mines, de l’industrie et du commerce.

### Espagnols
Au milieu du XIXe siècle, c'est entre les mains des Espagnols que se trouvent presque toutes les propriétés et les richesses. On les divise en blancs nés en Europe et en descendants d'Européens nés dans les colonies espagnoles de l'Amérique et dans les iles asiatiques. 
Les premiers sont désignés par le terme de peninsulares ou par le terme péjoratif de gachupín (es), les seconds celui de criollos (es). 
Les natifs des îles Canaries, que l'on désigne sous la dénomination d'Islénos et qui sont pour la plupart gérants de plantations, se considèrent comme Européens.

## Langage
Les créoles et la plus grande partie des ethnies mixtes n'ont pas adopté ici, comme au Pérou, un dialecte indigène ; ils se servent de la langue espagnole en 1844, tant dans la conversation que dans les écrits. Parmi les dialectes indigènes, la langue aztèque ou mexicaine est la plus répandue à l'époque ; mais les domaines de plusieurs autres langues sont comme enclavés dans le sien.
La langue espagnole, mêlée de formules provinciales et de mots d’origine indigène, constitue l’idiome des Métis à la fin du XIXe siècle.

## Religion
La religion catholique est celle de la presque totalité des habitants du Mexique en 1889. Toutefois, le protestantisme fait de sensibles progrès chez les Métis à cette époque. Les Amérindiens amenés au christianisme par la conquête, tendent cependant à l’idolâtrie dans leurs actes religieux à la fin du XIXe siècle ; dans beaucoup de localités ils conservent encore l’usage simulé de leurs anciennes cérémonies sous la sauvegarde de la manifestation publique du culte catholique. Pendant certaines solennités religieuses, ils exécutent des danses dans les églises devant les images les plus vénérées, comme celle de la vierge de Guadalupe par exemple.

## Migrations et diaspora
Au début du XXIe siècle, le pays étranger dans lequel les Mexicains sont le plus nombreux sont les États-Unis (Mexicano-Américains), puis le Canada en seconde place (Mexicano-Canadiens). Il y a par ailleurs la France.